# Tipula (Lunatipula) mainensis
Tipula (Lunatipula) mainensis is een tweevleugelige uit de familie langpootmuggen (Tipulidae). De soort komt voor in het Nearctisch gebied.